# 国会審議の活性化及び政治主導の政策決定システムの確立に関する法律
国会審議の活性化及び政治主導の政策決定システムの確立に関する法律（こっかいしんぎのかっせいかおよびせいじしゅどうのせいさくけっていシステムのかくりつにかんするほうりつ、平成11年7月30日法律第116号）は、国家基本政策委員会の設置および政府委員制度の廃止と副大臣と大臣政務官の設置に関する日本の法律である。通称は、国会審議活性化法（こっかいしんぎかっせいかほう）。